# Josefina Rübenacker
Josefina Rübenacker (Córdoba, 26 de agosto de 2000) es una jugadora de hockey argentina del club La Tablada de Córdoba capital.

## Trayectoria deportiva
Rübenacker inició su vida deportiva a los cinco años cuando comenzó a jugar hockey en el club deportivo Tala Rugby Club, del cual formó parte hasta el año 2013. De allí en adelante, continuó practicando hockey en el club La Tablada, del cual aún forma parte como deportista.
En el año 2016, siendo sub-16, participó del Torneo Regional B de Clubes como jugadora de la primera división de La Tablada. El equipo se coronó campeón y ascendió a la Liga Nacional A.
En el año 2017, el mismo equipo fue subcampeón del Torneo de Damas A de la Federación Cordobesa de Hockey. Ese mismo año, Rübenacker se convirtió en la jugadora goleadora de la quinta división con 33 goles en total.
En el año 2018, representó a su país en los Juegos Olímpicos de la Juventud celebrados en Buenos Aires, Argentina, en la disciplina de hockey sobre césped, certamen donde con su selección obtuvo la medalla dorada, tras haber derrotado en la final al seleccionado femenino de India.

## Citas a la selección
- En 2013, fue citada al seleccionado sub-14 de Córdoba, el cual participó del Campeonato Argentino de Selecciones en San Luis y obtuvo la quinta posición.

- En 2014, fue citada al seleccionado sub-14 de Córdoba, el cual participó del Campeonato Argentino de Selecciones en Rosario y se coronó campeón.

- En 2015, fue citada al seleccionado sub-16 de Córdoba, el cual participó del Campeonato Argentino de Selecciones en San Luis y se coronó campeón.

- En 2016, fue citada al seleccionado sub-16 de Córdoba, el cual participó del Campeonato Argentino de Selecciones en Bahía Blanca y obtuvo el segundo puesto.

- En 2017, fue citada al seleccionado sub-18 de Córdoba, el cual participó del Campeonato Argentino de Selecciones en Mendoza y se coronó campeón.

- En 2018, fue citada al seleccionado sub-18 de Córdoba, el cual participó del Campeonato Argentino de Selecciones en Córdoba y obtuvo el segundo puesto. Rübenacker fue la goleadora del torneo con 4 goles. Ese mismo año fue citada, también, al seleccionado sub-21 de Córdoba, el cual participó del Campeonato Argentino de Selecciones en Mar del Plata y obtuvo el tercer puesto. Fue citada, seguidamente, a la selección Argentina para participar de los juegos Olímpicos de la Juventud realizados en Argentina. En dicho torneo, el equipo se coronó campeón, otorgándole a Argentina la primera medalla de oro por parte de una selección de Hockey femenino en unos Juegos Olímpicos.[5]

## Premios
Rübenacker recibió en 2018 el premio estímulo que entrega La Voz del Interior a la jugadora de Hockey más destacada.
Además, dejó como obsequio su palo de hockey y sus guantes para que formen parte del nuevo museo que se construyó en el estadio Mario Alberto Kempes.[cita requerida]

## Vida personal
Rübenacker admite que en su tiempo libre juega al polo, especialmente al finalizar la temporada de hockey. En el año 2018, culminó sus estudios secundarios.[cita requerida]